# Jason Queally
Jason Queally, né le 11 mai 1970 à Chorley, est un coureur cycliste britannique. Spécialisé dans le cyclisme sur piste, il a été champion olympique du kilomètre aux Jeux olympiques de Sydney en 2000, et champion du monde de la vitesse par équipes avec Chris Hoy et Jamie Staff en 2005. Il est introduit en 2009 au British Cycling Hall of Fame. Devenu coureur de tandem handisport, il sort de sa retraite et est sélectionné en tant que remplaçant pour  l'épreuve de poursuite par équipes avec la Grande-Bretagne lors des championnats du monde de cyclisme sur piste 2010.

## Palmarès

### Jeux olympiques
- Sydney 2000
  -  Champion olympique du kilomètre
  -  Médaillé d'argent de la vitesse par équipes(avec Chris Hoy et Craig MacLean)

### Championnats du monde
- Berlin 1999
  -  Médaillé d'argent de la vitesse par équipes
- Manchester 2000
  -  Médaillé de bronze du kilomètre
  -  Médaillé d'argent de la vitesse par équipes
- Anvers 2001
  -  Médaillé de bronze de la vitesse par équipes
- Los Angeles 2005
  -  Champion du monde de la vitesse par équipes (avec Chris Hoy et Jamie Staff)
  -  Médaillé d'argent du kilomètre
- Bordeaux 2006
  -  Médaillé d'argent de la vitesse par équipes

### Jeux du Commonwealth
- Manchester 2002 :
  -  Médaillé d'argent du kilomètre
  -  Médaillé d'argent de la vitesse par équipes
- Melbourne 2006 :
  -  Médaillé d'argent du kilomètre
  -  Médaillé d'argent de la vitesse par équipes

### Championnats d'Europe
- Pruszków 2010
  -  Champion d'Europe de poursuite par équipes (avec Steven Burke, Edward Clancy et Andrew Tennant)

### Coupe du monde
- 1999
  - 1er de la vitesse par équipes à Mexico (avec Chris Hoy et Craig MacLean)
  - 2e du kilomètre à Mexico
- 2002
  - 1er de la vitesse par équipes à Moscou (avec Jamie Staff et Andrew Christopher)
- 2003
  - 1er de la vitesse par équipes au Cap (avec Jamie Staff et Chris Hoy)
- 2004
  - 2e du kilomètre à Moscou
  - 2e de la vitesse par équipes à Moscou
- 2004-2005
  - 1er du kilomètre à Moscou
  - 1er de la vitesse par équipes à Manchester (avec Chris Hoy et Craig MacLean)
  - 2e du kilomètre à Los Angeles
- 2005-2006
  - 1er du kilomètre à Moscou
  - 2e de la vitesse par équipes à Moscou
  - 2e du kilomètre à Manchester
- 2006-2007
  - 2e du kilomètre à Sydney
  - 3e de la vitesse par équipes à Sydney
  - 3e de la vitesse par équipes à Los Angeles
- 2007-2008
  - 3e de la vitesse par équipes à Pekin

### Championnats nationaux
- Champion de Grande-Bretagne du kilomètre en 2000
- Champion de Grande-Bretagne de vitesse par équipes en 2001, 2002, 2003, 2006 et 2011

## Distinctions
- UEC Hall of Fame[2]